# Kamionka (powiat czarnkowsko-trzcianecki)
Kamionka – wieś w Polsce położona w województwie wielkopolskim, w powiecie czarnkowsko-trzcianeckim, w gminie Lubasz.
W latach 1975–1998 miejscowość należała administracyjnie do województwa pilskiego.